# Forlimpopoli
Forlimpopoli är en ort och en kommun i provinsen Forlì-Cesena i nordöstra Italien. Den ligger på vägen Via Emilia, mellan Cesena och Forlì.  Kommunen hade 13 274 invånare (2018).

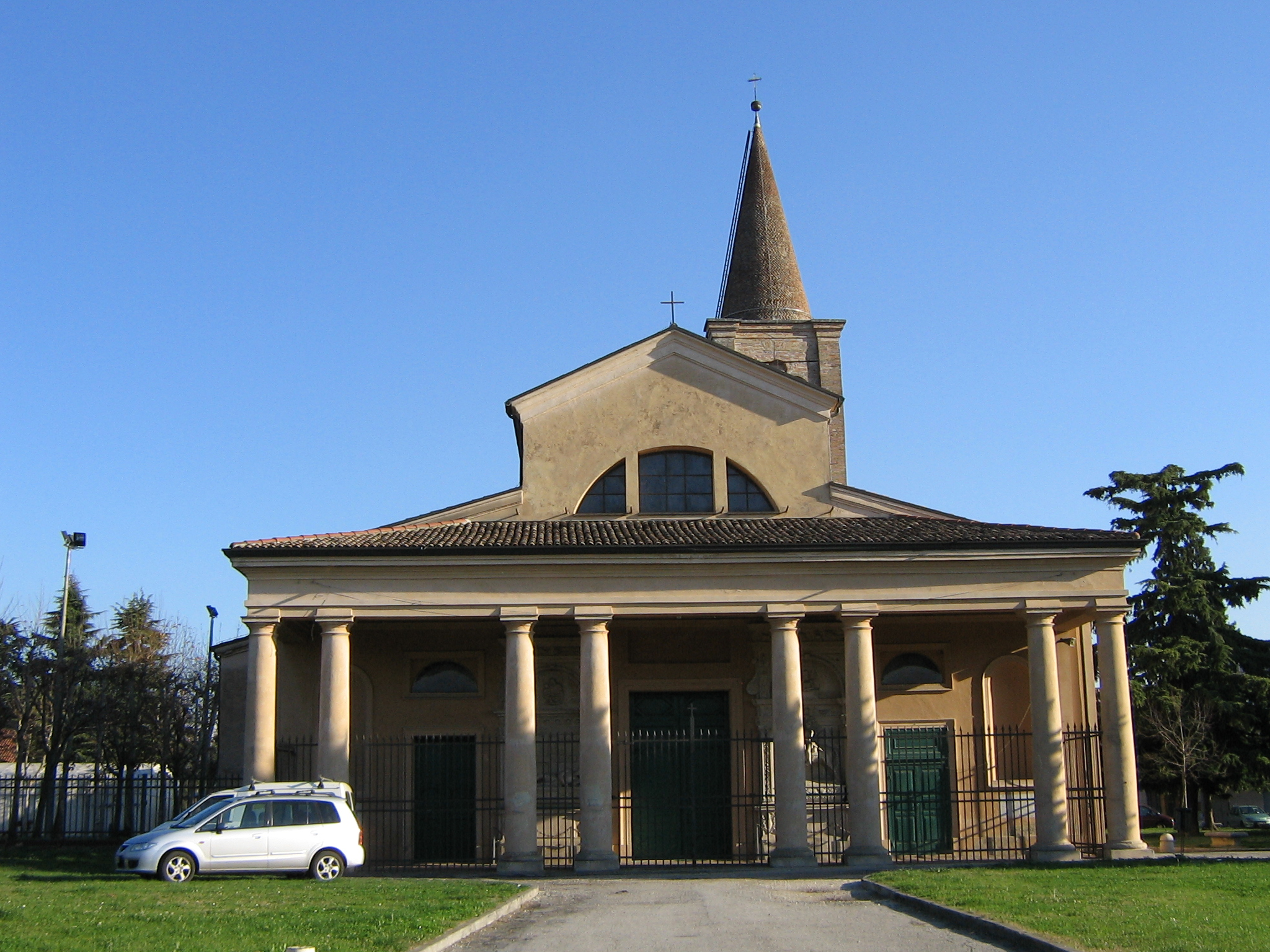
San Rufillos basilika

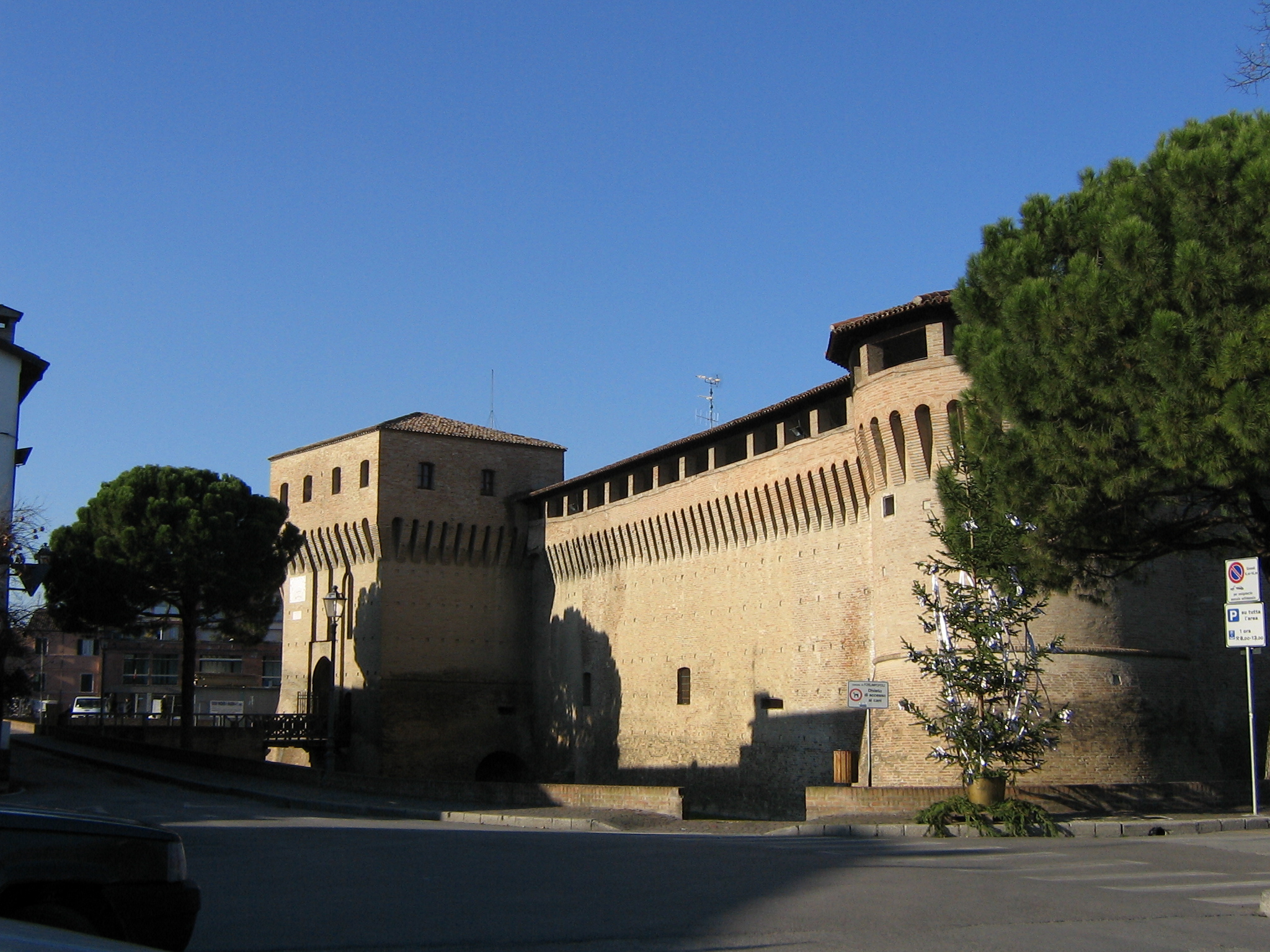
Forlimpopolis fästning.

## Sport
Volleybollaget Volley 2002 Forlì kom från staden.